# Linda Silva
Maria Lealdina Nunes da Silva de Morais e Castro, conhecida pelo nome artístico Linda Silva (Lisboa, Santa Maria de Belém, 2 de Julho de 1942 - Lisboa, Carnide, 1 de Outubro de 2011), foi uma atriz portuguesa que participou em várias revistas à portuguesa, comédias, filmes e séries televisivas.

## Biografia
Nascida no 1.º andar do n.º 87 da Rua Direita de Belém, Freguesia de Santa Maria de Belém. Filha de José António da Silva e de sua mulher Ermelinda Rosa Nunes Dias, 15.ª neta de Duarte Galvão, ambos ligados profissionalmente à arte da alfaiataria. Desde muito cedo conviveu com o ambiente ligado às artes cénicas já que o pai também era actor, tenho participado com algum destaque, em filmes portugueses como O ladrão da luva branca e O Zé do Telhado.
Foi ao acompanhar a sua irmã mais velha Ivone Silva ao Parque Mayer para uma audição artística no Teatro A.B.C. que a sua presença se impôs pela singular beleza, cativando de imediato a atenção dos responsáveis pela produção, entre os quais o actor Eugénio Salvador e o empresário José Miguel que a convidaram a ingressar no elenco artístico da companhia.
Adotando Linda Silva como nome artístico, estreou-se no teatro aos 17 anos, na revista à portuguesa "Espero-te à Saída", peça que havia de marcar o início de uma extensa e diversificada carreira profissional, cruzando vários estilos de representação, desde a comédia ao Teatro dramático, representando muitos dos melhores autores portugueses e estrangeiros, trabalhando com distintos encenadores e em diversas e conceituadas Companhias teatrais.
Em 1978 ingressou no Grupo 4, onde representou, autores como: José Cardoso Pires, Boris Vian Max Frish e foi dirigida pelos encenadores Fernando Gusmão, Rui Mendes, Morais e Castro entre outros.
No Teatro Experimental de Cascais representou "Trio" de Kado Koster, numa encenação de António Marques e no teatro do Casino do Estoril a peça "Corte Fatal" de Paul Ohtner.
Adaptou e co-produziu a peça "Um casal muito avançado" de Rané e Dário Fo, onde também interpretou o principal papel feminino, numa encenação de José Carretas. Peça que foi levada à cena na sala experimental Amélia Rey Colaço e Robbles Monteiro do Teatro Dona Maria II.
Para a televisão trabalhou como atriz em diversas séries, sitcoms, e tele-dramáticos e ainda como produtora foi responsável pela coordenação e Assistência de direção de vários trabalhos de onde se destaca a série "Ricardina e Marta", produzido para a R.T.P.
Ainda para a televisão, assinou, como produtora seis peças de teatro e como co-autora e coordenadora de produção o Programa "Falar de" um trabalho de homenagem à sua irmã Ivone Silva.
Linda Silva era segunda mulher e viúva do ator Morais e Castro, falecido também ele vítima de doença prolongada.
Foi Sócia efectiva da Apoiarte / Casa do Artista pertencendo também à sua Direção, onde desenvolveu um intenso e devotado trabalho de âmbito social.
Linda Silva acabou por falecer na Casa do Artista, em Lisboa, em 1 de outubro de 2011, vítima de um cancro, a mesma doença que vitimou a sua irmã Ivone Silva.      

## Trabalhos
- 1966 - Gil Vicente e o Seu Teatro
- 1969 - O Ladrão de Quem se Fala
- 1970 - A Maluquinha de Arroios
- 1977 - A Maluquinha de Arroios
- 1980 - Retalhos da Vida de um Médico
- 1982 - Gente Fina É Outra Coisa (série) (1 episódio)
- 1984 - Ponto e Vírgula
- 1988 - Clubíssimo
- 1988 - Sétimo Direito
- 1988 - Os Homens da Segurança
- 1989 - Caixa Alta
- 1989 - Ricardina e Marta
- 1993 - Verão Quente
- 1997 - As Lições de Tonecas
- 1998 - Ballet Rose
- 1999 - Jornalistas: Na Rua
- 2002 - O Olhar da Serpente
- 2006 - Aqui Não Há Quem Viva
- 2007 - Floribella (Portugal)
- 2008 - Rebelde Way (Portugal)
- 2011 - Voo Directo

Como produtora:
- 1988 - A Tia Engrácia

## Teatro (Lista Incompleta)
- 1960 - Espero-te à Saída! - Teatro ABC[3]
- 1963 - Vamos à Festa! - Teatro ABC[4]
- 1963 - Boa Noite, Lisboa! - Teatro Monumental[5]
- 1963 - Criadas de Alta Roda - Teatro Monumental[6]
- 1964 - O Pecado Mora ao Lado - Teatro Avenida[7]
- 1964 - Todos ao Mesmo! - Teatro Maria Vitória[8]
- 1965 - Zona Azul - Teatro ABC[9]
- 1965 - Roupa na Corda - Teatro ABC[10]
- 1965 - A Ponte a Pé! - Teatro Variedades[11]
- 1966 - Esta Lisboa Que Eu Amo - Teatro Monumental[12]
- 1967 - Quem Tem Boca Vai a Roma! - Teatro Capitólio[13]
- 1968 - Click! Já Está - Teatro Monumental[14]
- 1969 - Quando Ela se Despiu… - Teatro Monumental[15][16]
- 1970 - Pega de Caras - Teatro ABC[17]
- 1970 - Alto Lá Com Elas - Teatro ABC[18]
- 1971 - Uma Cama Para Toda a Gente - Teatro Monumental[19]
- 1972 - P'rá Frente Lisboa! - Teatro Monumental[20]
- 1973 - Mulheres é Comigo! - Teatro Monumental[21]
- 1973 - Um Padre à Italiana - Teatro Variedades[22]
- 1974 - Até Parece Mentira! - Teatro Maria Vitória[23]
- 1976 - As Coisas Que um Padre Faz - Teatro Monumental
- 1978 - A Batalha do Colchão - Teatro Capitólio[24]
- 1979 - O Chá dos Generais - Teatro Aberto[25]
- 1980 - Andorra - Teatro Aberto[26][27]
- 1982 - Virgem Até Certo Ponto - Teatro Variedades/Teatro Monumental[28]
- 1983 - Trio - Teatro Experimental de Cascais[29]
- 1985 - Não Batam Mais no Zézinho! - Teatro Maria Vitória[30]
- 1986 - Isto é Maria Vitória - Teatro Maria Matos
- 1986 - Até Pinga no Pão - Digressão
- 1991 - Vestido de Lilás - Teatro Sá da Bandeira/Digressão
- 1992 - A Criada é Fixe - Teatro Maria Matos[31]
- 2007 - Inexistência, é uma Comédia - Teatro Experimental de Cascais[32]

## Publicidade
- 1999 - Daewoo